# ثنائي سيانوذهبات البوتاسيوم
ثنائي سيانوذهبات البوتاسيوم (أو ثنائي سيانوأورات البوتاسيوم) هو مركب كيميائي صيغته [K[Au(CN)2، ويوجد في الشروط القياسية على شكل صلب بلوري أبيض اللون. وهو مركب شديد السمية.

## التحضير
يحضر المركب من إذابة الذهب في محلول مركز من سيانيد البوتاسيوم:
{\displaystyle \mathrm {4\ Au\ +\ 8\ KCN\ +\ O_{2}\ +\ 2\ H_{2}O\ \longrightarrow \ 4\ K[Au(CN)_{2}]\ +\ 4\ KOH} }

## الخواص
يوجد المركب في الشروط القياسية على شكل صلب بلوري أبيض اللون، قابل للانحلال في الماء؛ كما ينحل في الكحولات.
للمركب سمية شديدة، وذلك آتٍ من أنيونات السيانيد وكذلك من كاتيونات الذهب.

## الاستخدامات
يستخدم تفاعل تحضير ثنائي سيانوذهبات البوتاسيوم في تعدين الذهب وتنقيته؛ إذ يفصل الذهب بذلك عن باقي الشوائب؛ ومن ثم يسترجع بعملية اختزال بواسطة فلز الزنك:
{\displaystyle \mathrm {2\ K[Au(CN)_{2}]\ +\ Zn\ \longrightarrow \ K_{2}[Zn(CN)_{4}]\ +\ 2\ Au} }
يستخدم نفس الأسلوب في بعض أنواع الطلي بالذهب والتذهيب.